# Naw K’nyaw Paw
Naw K’nyaw Paw est une militante pour la paix et la secrétaire générale de la Karen Women's Organization (KWO), une organisation de femmes ethniques, comptant plus de 60 000 membres, qui soutient l'égalité des sexes et le droit des peuples autochtones en Birmanie.
Le 7 mars 2019, elle reçoit le prix international de la femme de courage.

## Biographie
Naw K’nyaw Paw est née en Thaïlande et y a grandi dans un camp de réfugiés. Sa famille a été forcée de fuir son pays afin d'échapper aux persécutions. La famille s'est jointe aux 110 000 personnes qui vivent à l'intérieur de sept camps de réfugiés, qui s'étendent le long de la frontière entre la Thaïlande et la Birmanie. En 1998, elle fréquente l'école secondaire du camp de réfugiés de Mae Ra Moe (en). Elle y travaille pour soutenir les communautés ethniques qui continuent à être déplacées par la guerre civile, qui dure depuis des décennies. Naw K'nyaw Paw et le KWO prennent de grands risques personnels à documenter les violences sexuelles et sexistes dans le conflit en Birmanie, depuis 2004. En 2017, sous sa direction, le KWO a été la première et l'une des rares organisations en Birmanie à condamner publiquement la violence militaire contre le peuple Rohingya. Naw K’nyaw Paw a contribué à améliorer la vie des femmes et enfants, dans les communautés affectées par le conflit.
Elle reçoit, le 7 mars 2019, le prix international de la femme de courage, remis par Melania Trump, première dame des États-Unis et Mike Pompeo, secrétaire d'État des États-Unis.